# Stålmannen (TV-serie)
Stålmannen (engelska: Superman: The Animated Series) var en amerikansk animerad TV-serie om DC Comics superhjälte Stålmannen och var en spinoffserie till Batman: The Animated Series. TV-serien skapades av Warner Bros. Animation och visades först från 6 september 1996 till 12 februari 2000.
TV-serien introducerar bland annat Mercy Graves, Lex Luthors tuffa kvinnliga livvakt och chaufför, och Livewire, en kvinnlig superskurk som efter att ha blivit träffad av ett blixtnedslag kan kontrollera elektricitet. Båda dessa figurer adapterades senare till serietidningarna.

## Röster i urval
| Rollfigur                    | Engelskspråkig röst | Svenskspråkig röst (Sun Studio, säsong 1) | Svenskspråkig röst (Eurotroll, säsong 2) |
| ---------------------------- | ------------------- | ----------------------------------------- | ---------------------------------------- |
| Stålmannen/Clark Kent/Kal-El | Tim Daly            | Fredrik Dolk                              | Fredrik Dolk                             |
| Lois Lane                    | Dana Delany         | Gizela Rasch                              | Annelie Berg                             |
| Lex Luthor                   | Clancy Brown        | Mikael Roupé                              | Mikael Roupé                             |
| Perry White                  | George Dzundza      | Kenneth Milldoff                          | Johan Hedenberg                          |
| Brainiac                     | Corey Burton        | Kenneth Milldoff                          | Gunnar Ernblad                           |
| Metallo/John Corben          | Malcolm McDowell    | Stefan Frelander                          | Johan Hedenberg                          |
| Darkseid                     | Michael Ironside    | Kenneth Milldoff                          | Stephan Karlsén                          |
| Bizarro                      | Tim Daly            |                                           | Johan Hedenberg                          |
| Parasiten/Rudy Jones         | Brion James         | Stefan Frelander                          | Hasse Jonsson                            |
| Toyman                       | Bud Cort            | Mikael Roupé                              |                                          |
| Lobo                         | Brad Garrett        | Thomas Engelbrektson                      | Hasse Jonsson                            |
| Livewire/Leslie Willis       | Lori Petty          |                                           | Annica Smedius                           |
| Mr. Mxyzptlk                 | Gilbert Gottfried   |                                           | Hasse Jonsson                            |
| Bruno Mannheim               | Bruce Weitz         | Håkan Mohede                              | Per Sandborgh                            |
| Jax-Ur                       | Ron Perlman         |                                           | Andreas Nilsson                          |
| Mala                         | Leslie Easterbrook  |                                           | Vicki Benckert                           |

### Fotnoter
1. ↑  hämtat från: spanskspråkiga Wikipedia.[källa från Wikidata]
2. ↑  ”Top 100 animated series”. IGN. Arkiverad från originalet den 17 juni 2010. https://web.archive.org/web/20100617004339/http://uk.tv.ign.com/top-100-animated-tv-series/36.html. Läst 19 oktober 2010.